# 煌みちる
煌 みちる（こう みちる、1月17日 - 2024年1月 ）は、元OSK日本歌劇団男役トップスター。大阪府出身、AB型。
代表作に『ニューオーリンズの賑わい!』などがある。退団後はOSKの研修所所長を務め、後進の指導にあたった。

## 略歴
- 1978年、日本歌劇学校入学。53期生。同期に剣れんか、美影ひとみ、奈美ちはる、麻美ゆうがいる。
- 1979年、あやめ池春季公演『春のおどり 愛のメモリアル』で舞台実習出演。
- 1980年、OSK日本歌劇団に入団。あやめ池春季公演『吉野のさくら/夢見るブロードウェイ』で初舞台。
- 1996年、近鉄劇場公演『レディ・アンをさがして』よりトップスターに就任。
- 2000年、近鉄劇場公演『Schatz』にて退団。退団後は事実上の廃校状態の日本歌劇学校の代わりに設立された研修所の所長を務めた。
- 2024年、同期の美影が12月24日に自身のブログで、その年の初めに煌が死去したと公表。

## 主な舞台
- 1979年 - あやめ池春季『春のおどり 愛のメモリアル』※舞台実習
- 1980年 - あやめ池春季『吉野のさくら/夢見るブロードウェイ』※初舞台
- 1982年 - あやめ池夏季『妖精三銃士』悪魔の王子
- 1984年 - あやめ池春季『狸御殿・春らんまん』
- 1989年 - あやめ池秋季『100万回生きたねこ』とらねこ
- 1990年 - 近鉄劇場『奇跡伝説～4つの星の物語～』※美影・奈美・麻美と53期のリサイタル
- 1991年 - あやめ池春季『SANZO』ジョー
- 1992年 - あやめ池夏季『シンドバッドの冒険』シンドバッド
- 1993年 - あやめ池春季『ファンタジアランド』ノエ
- 1993年 - 近鉄劇場『エル・アモール』フェルナンド
- 1993年 - 近鉄小劇場『ラ・ゴロンドリーナ〜つばめの帰る日〜』カルロス
- 1995年 - あやめ池春季『ロックン桃太郎』桃太郎
- 1995年 - 近鉄小劇場『エンジェルス・キス』ジュリアン
- 1996年 - 近鉄劇場・名古屋市民会館『レディ・アンをさがして〜Looking for Lady Anne〜』ラルフ・ベッカー ※お披露目公演
- 1996年 - 近鉄劇場『煌みちるファーストリサイタル』
- 1997年 - 近鉄劇場・名古屋市民会館・日本青年館『上海夜想曲』朝川詢
- 1997年 - あやめ池秋季『オール・ザッツ・ラテン』
- 1998年 - 近鉄劇場『ニューオーリンズの賑わい!』タカ
- 1998年 - あやめ池秋季『薔薇の街のロマンス〜O.ヘンリー短編集より〜』ウィリー
- 1999年 - 近鉄劇場・名古屋市民会館『魔剣士』桔梗
- 1999年 - あやめ池春季『The Show is Beautiful』
- 2000年 - 近鉄劇場『Schatz〜ふりむけばそこに〜』※退団公演・リサイタル
- 2000年 - 大阪全日空ホテル『With You』※ディナーショー・OSKの技芸員(劇団員)が外部出演